# Zunderdorp

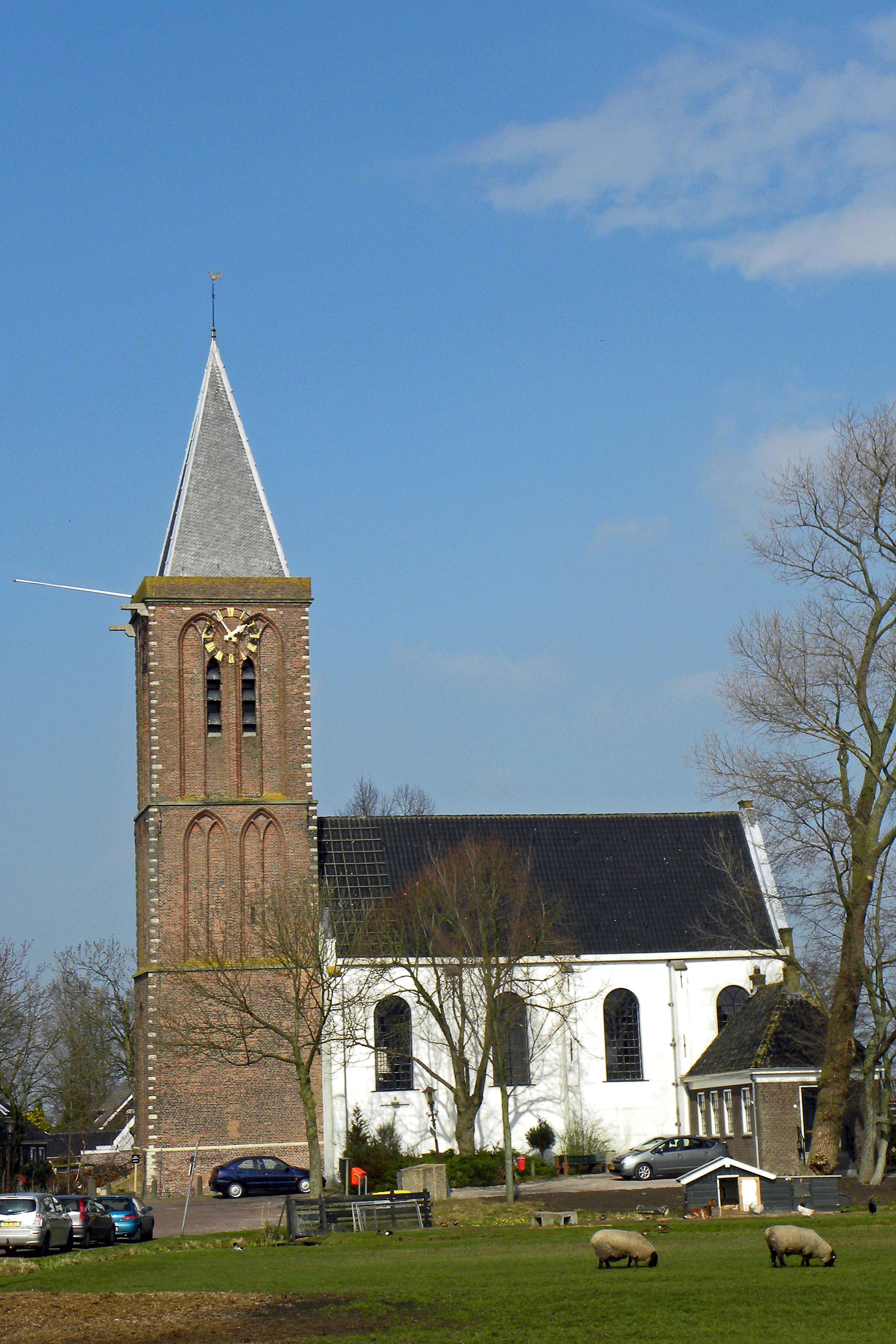
Kerk van Zunderdorp.

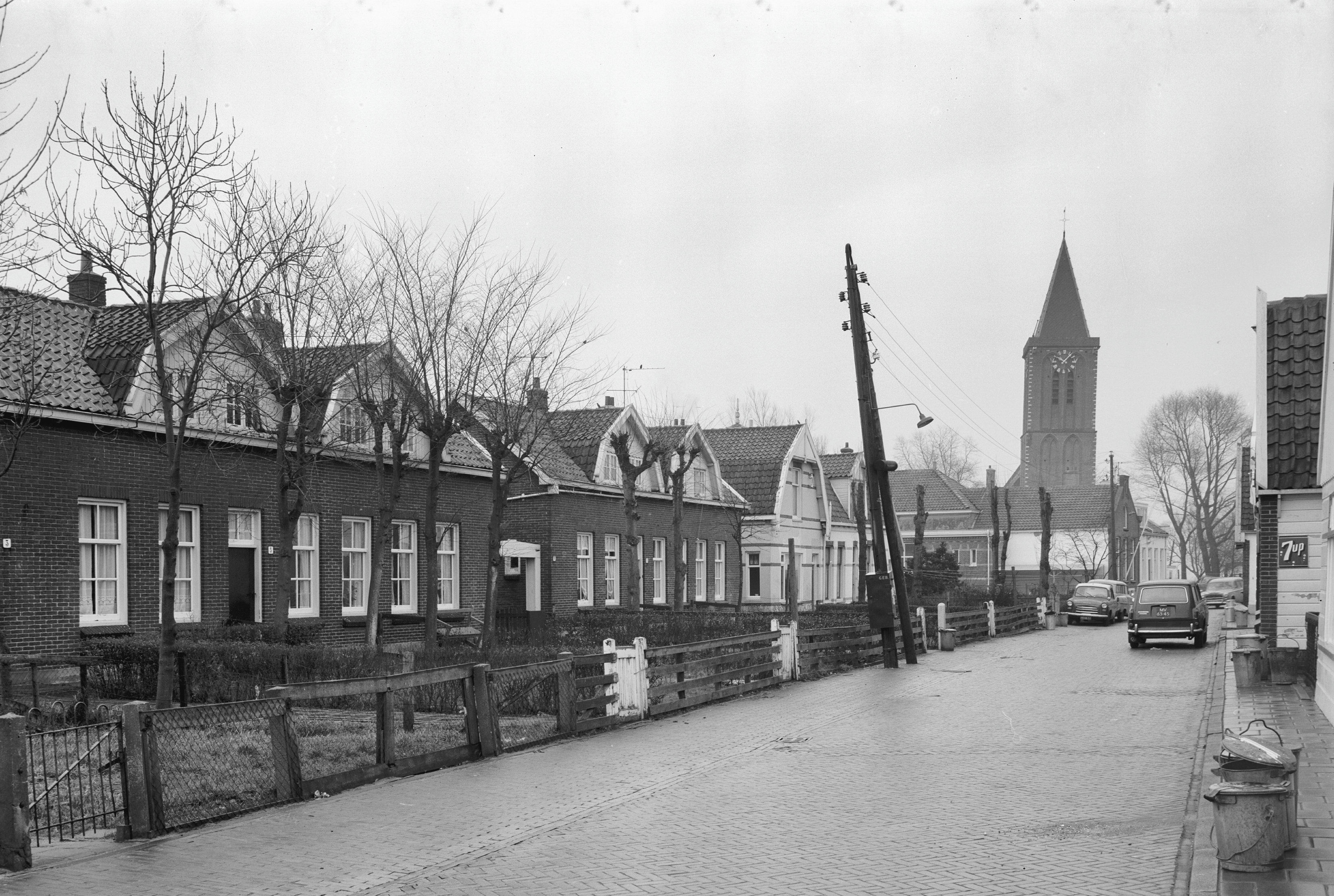
Kerklaan Zunderdorp; 1965.

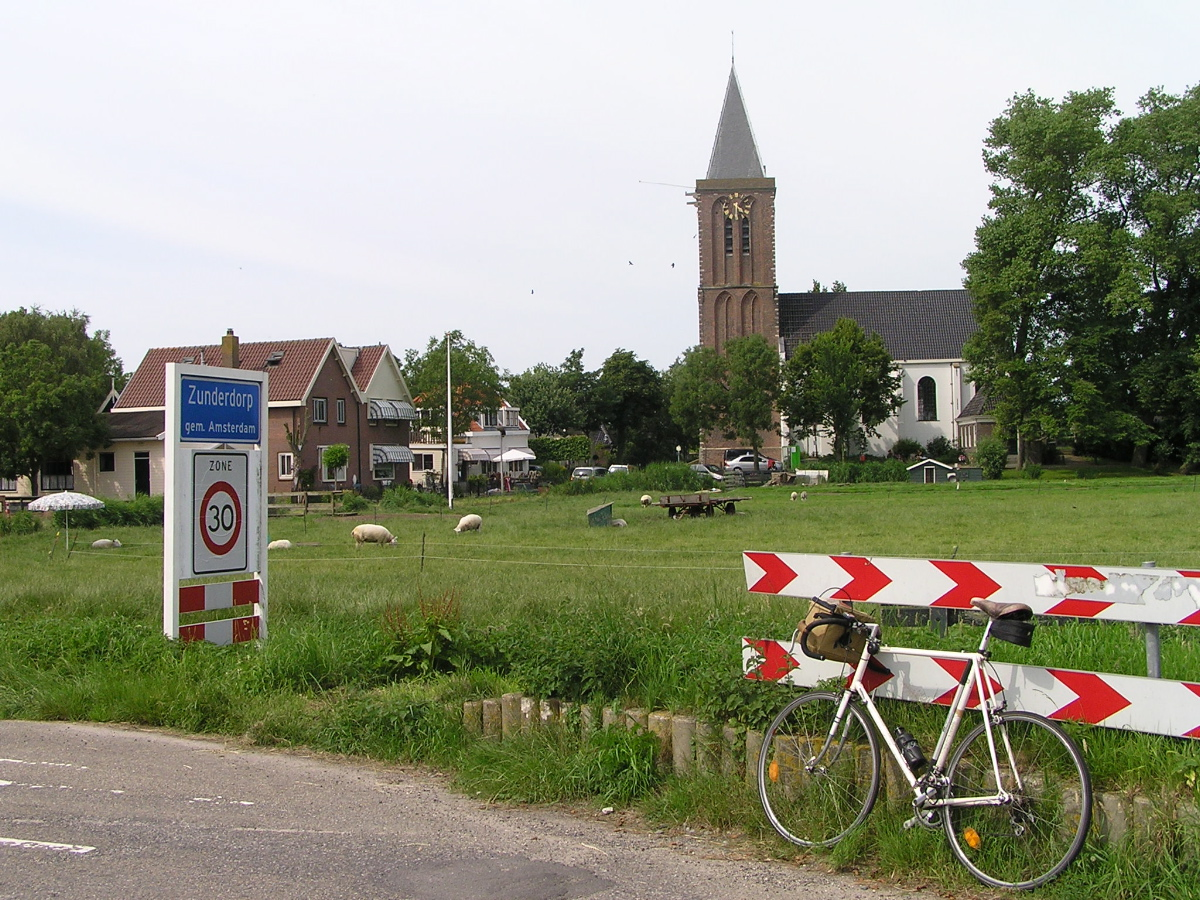
Zunderdorp met kerk; 2004.

Zunderdorp (voorheen 'Sundeldorp') is een dorp in Landelijk Noord in de Nederlandse gemeente Amsterdam. Het bestaat uit enkele tientallen huizen en enkele andere gebouwen, waaronder de kerk van Zunderdorp. Enkele huizen zijn van hout. Het dorp telt 463 inwoners. 

## Geschiedenis
Oorspronkelijk was Zunderdorp het hoofddorp van de banne Sundeldorp / Sindeldorp. 'Sundels', het woord waar de naam Zunderdorp van komt, waren smalle vaarten, die vanaf het dorp naar het IJ stroomden. Het werd vanaf de 17e eeuw overvleugeld door het aan het IJ gelegen Nieuwendam. Van 1619 tot 1811 was Zunderdorp onderdeel van de Waterlandse Unie, samen met Broek in Waterland, Landsmeer, Ransdorp, Schellingwoude en Zuiderwoude.
Het dorp maakte van 1811 tot 1921 deel uit van de gemeente Nieuwendam, die in dat jaar opging in de gemeente Amsterdam. 
Al eeuwenlang is melkveehouderij de belangrijkste activiteit. Vroeger ging de verse melk met melkschuiten rechtstreeks naar Amsterdam om daar huis-aan-huis verkocht te worden. Eeuwenlang vocht men met omringende dorpen een strijd met het water uit.

## Bouwwerken
In Zunderdorp en buurtschap 't Nopeind zijn tien rijksmonumenten gelegen, waaronder de genoemde kerk, waarbij de zaalkerk en de toren elk apart de monumentstatus hebben (gegevens 2018.
Het dorp is geheel omsloten door sloten, daarom zijn er veel bruggen. Sommige zijn voor privégebruik, een aantal is in beheer bij de gemeente Amsterdam:
- Brug 373, ook wel PEN-brug, in de verbinding met de stadsbebouwing van Amsterdam-Noord
- Postje van Gerrit Vreeling, een ophaalbrug in dezelfde toegangsweg, gelegen vlak voor het dorp
- Los Postje, brug naar ontwerp van Piet Kramer
- Bakkersbrug, gelegen bij de voormalige bakkerij
- Torenvenbrug, gelegen in een buitenwijk van het dorp
- Bullebrug, brug voor wandelaars richting buurtschap 't Nopeind
- Werfbrug, op de oostelijke rand van het dorp.[1][2][3][4]

## Openbaar vervoer
Van 1930-1932 reed de Gemeentetram Amsterdam in de spitsuren bus M naar Nieuwendam. In 1969 werd GVB buslijn 30 naar het dorp doorgetrokken. In 1975 volgde doortrekking naar 't Nopeind waar op het erf van een boerderij kon worden gekeerd. Sinds 3 februari 2018 rijdt er geen bus meer en is de lijn uitbesteed als vraagafhankelijk openbaar vervoer aan taxibedrijf Staxi.

## Afbeeldingen

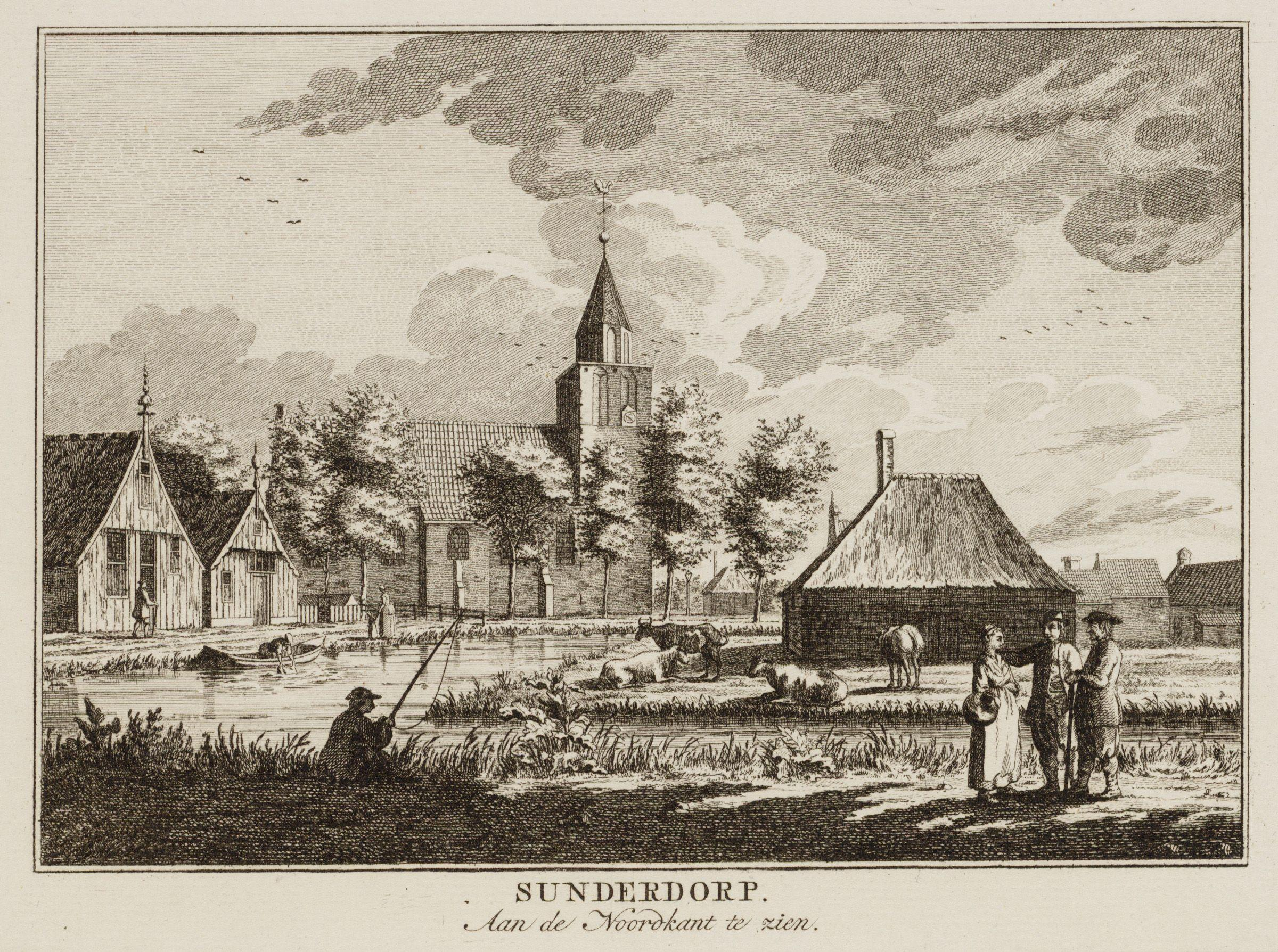
Gezicht op Zunderdorp, met de kerk; circa 1750-1775.
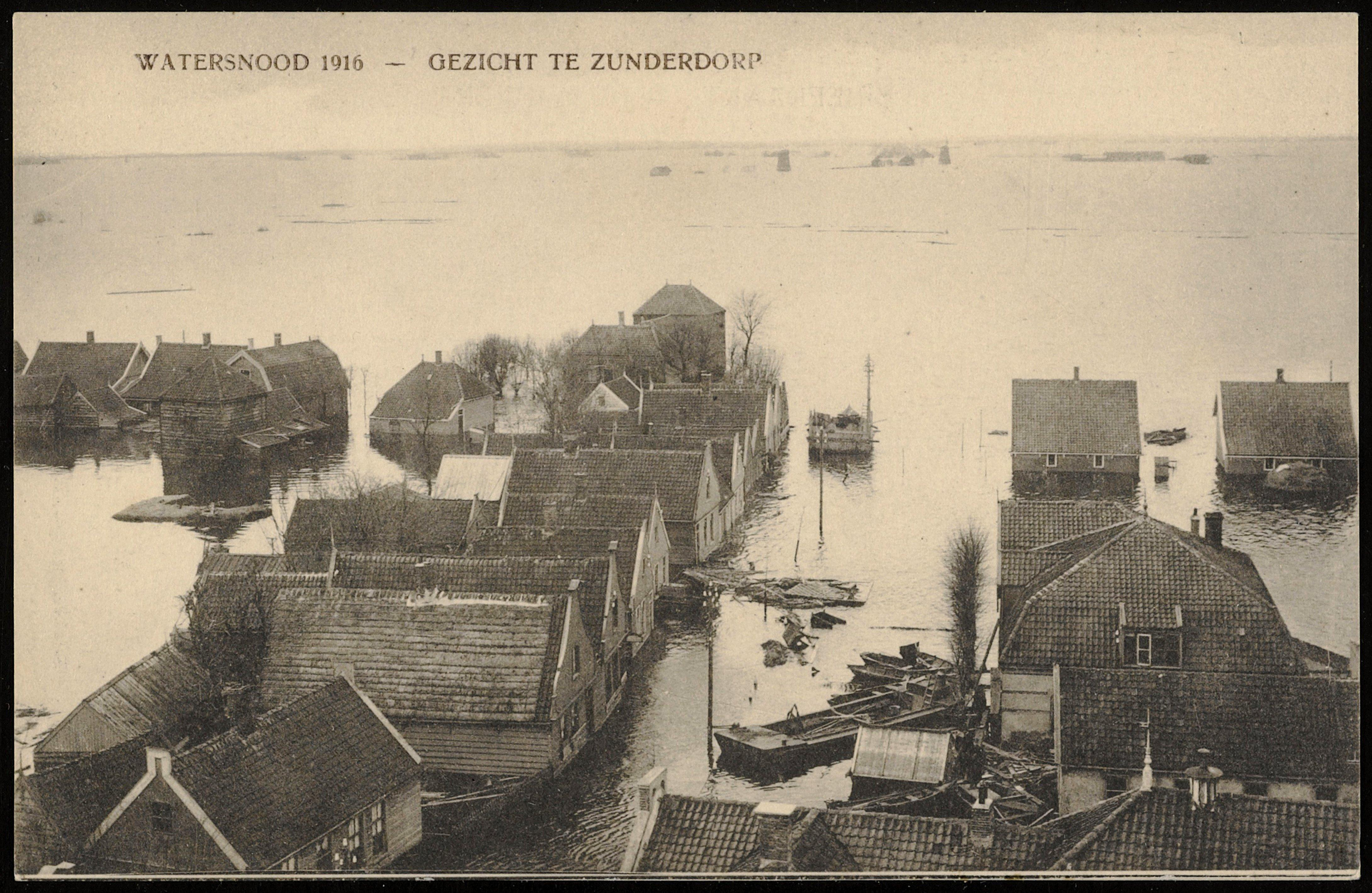
Zunderdorp tijdens de Watersnood van 1916.
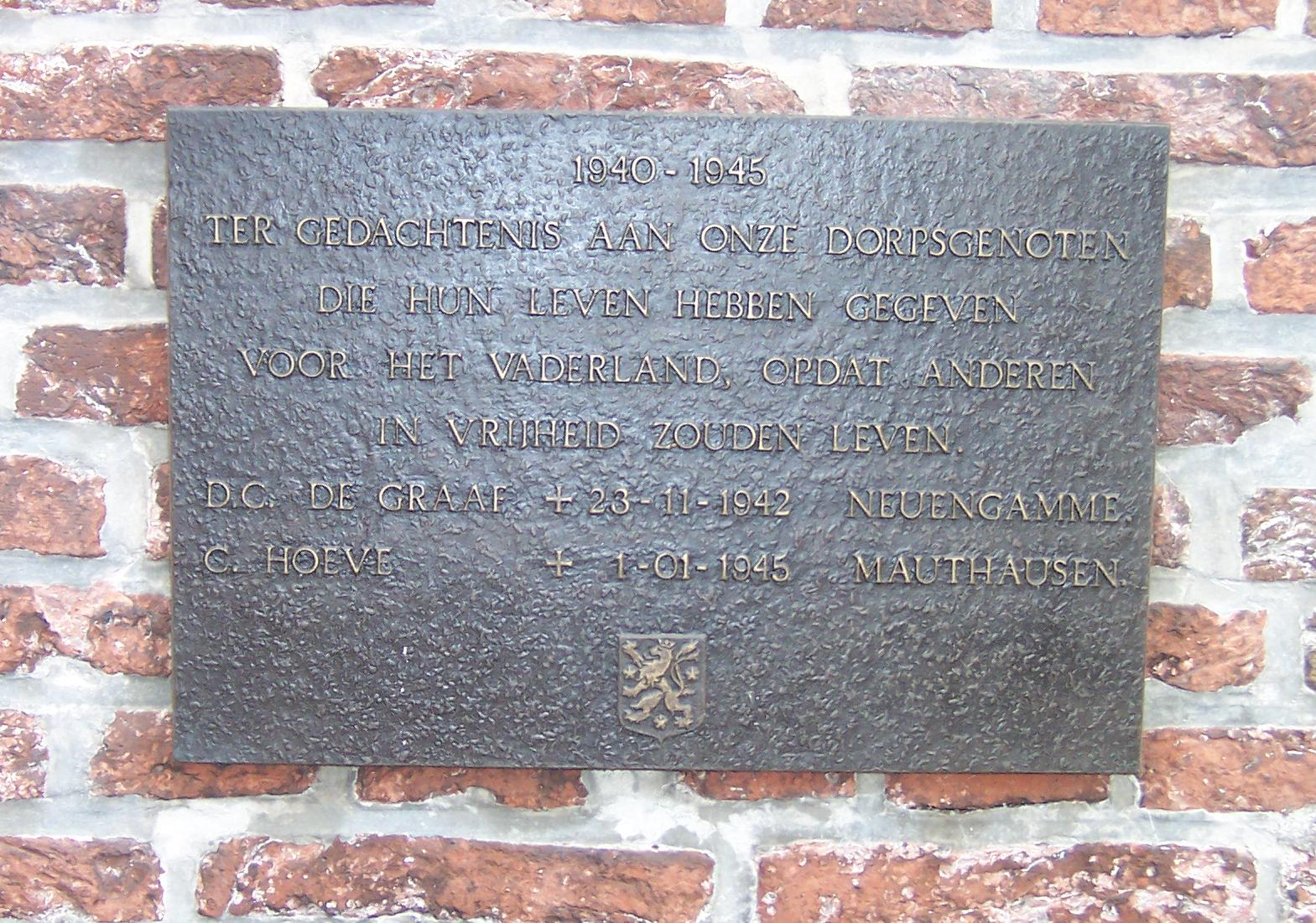
Oorlogsplaquette bevestigd aan de kerk.
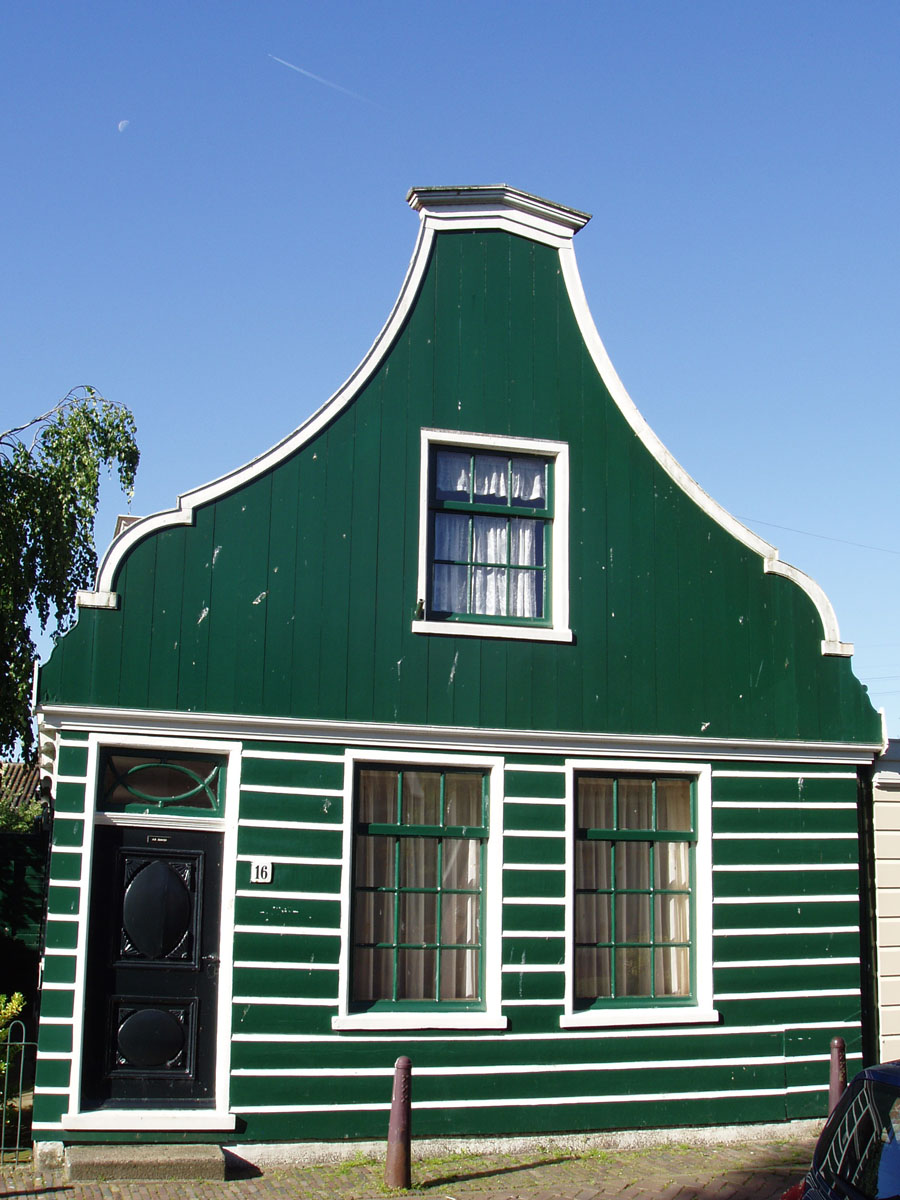
Kerklaan 16 (2010)
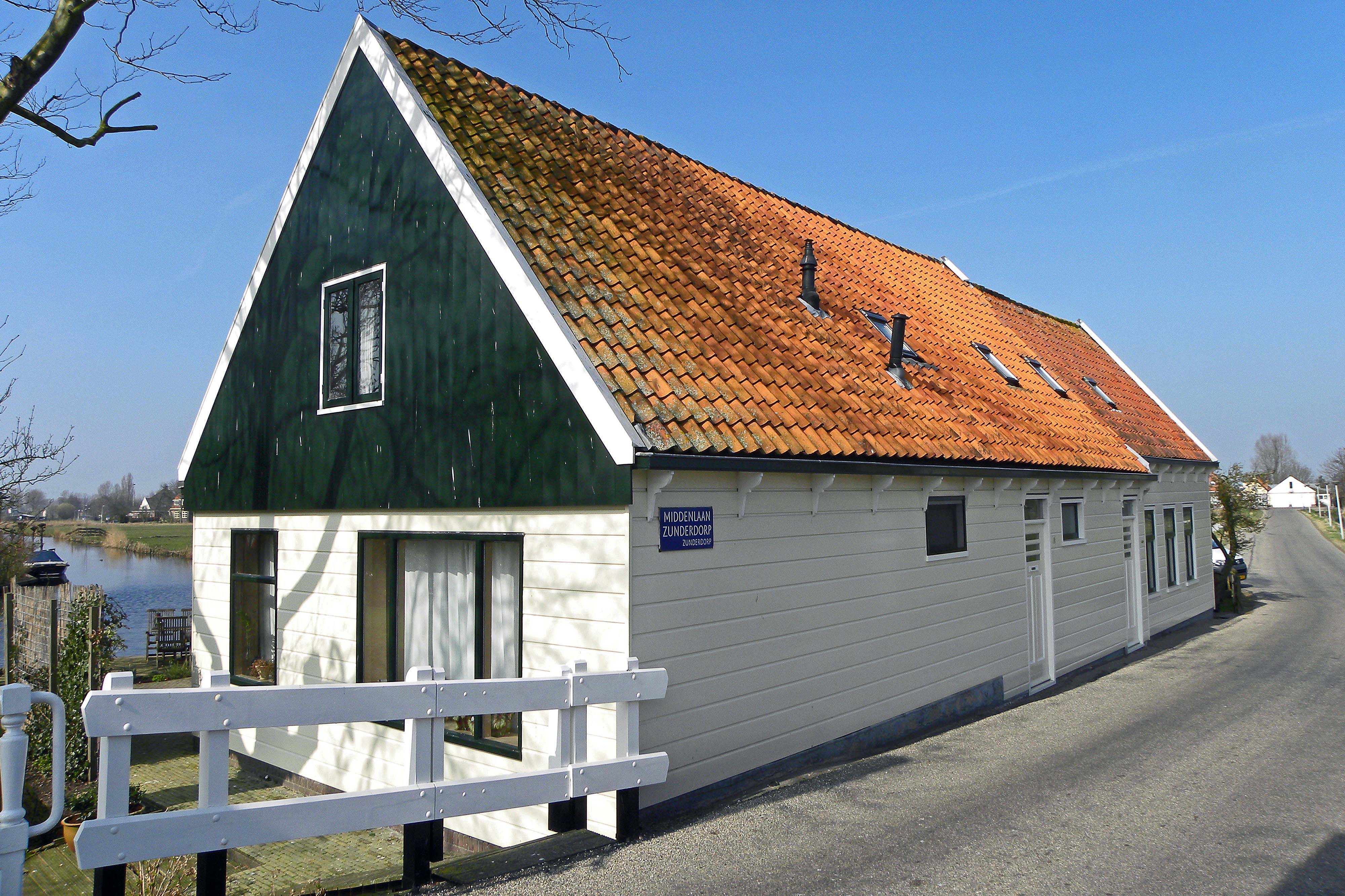
Middenlaan 19 (2011)
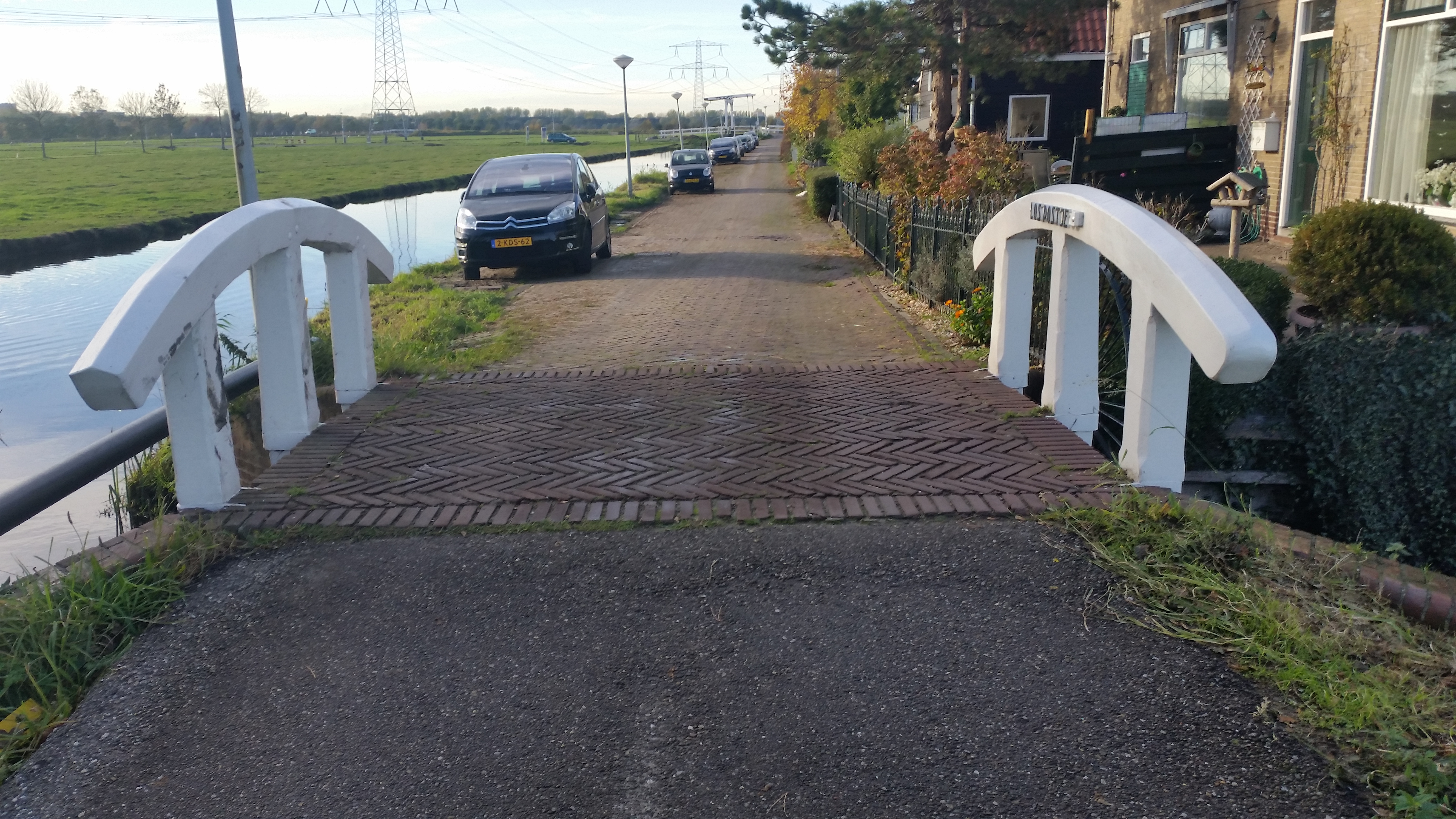
Brug 'Los Postje' (november 2018)
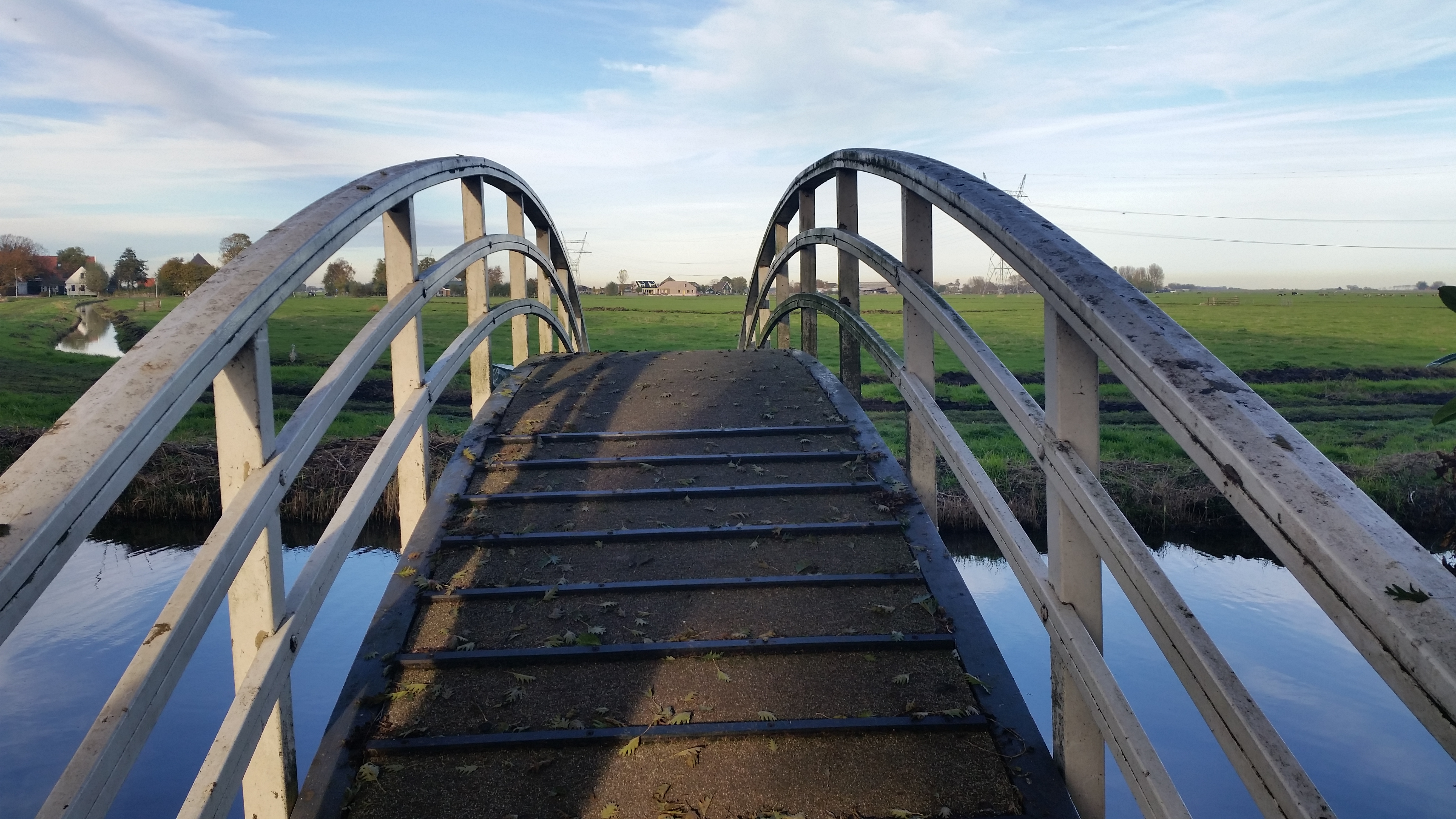
Bullebrug (november 2018)
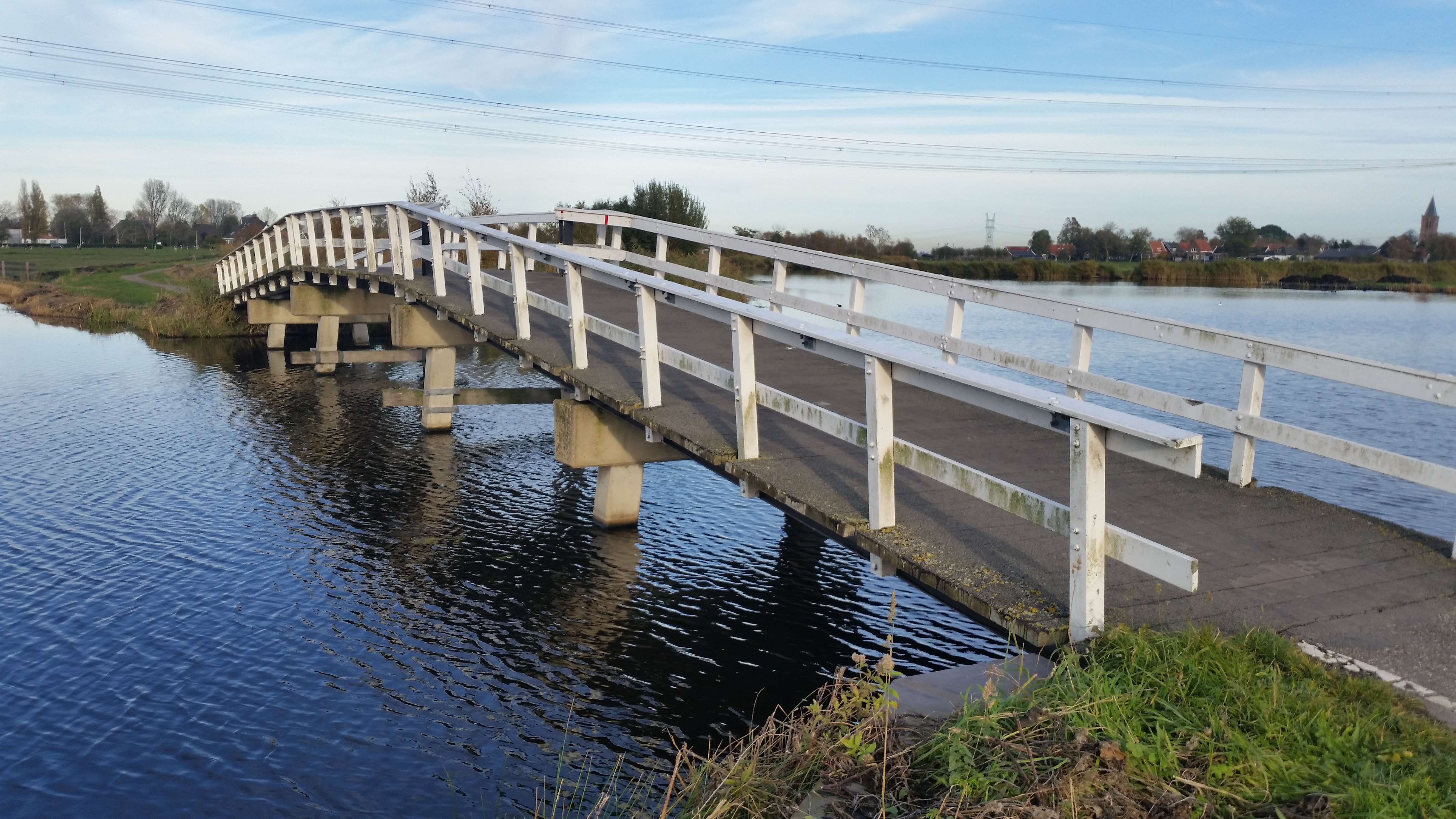
Hoornkopsebrug (november 2018)
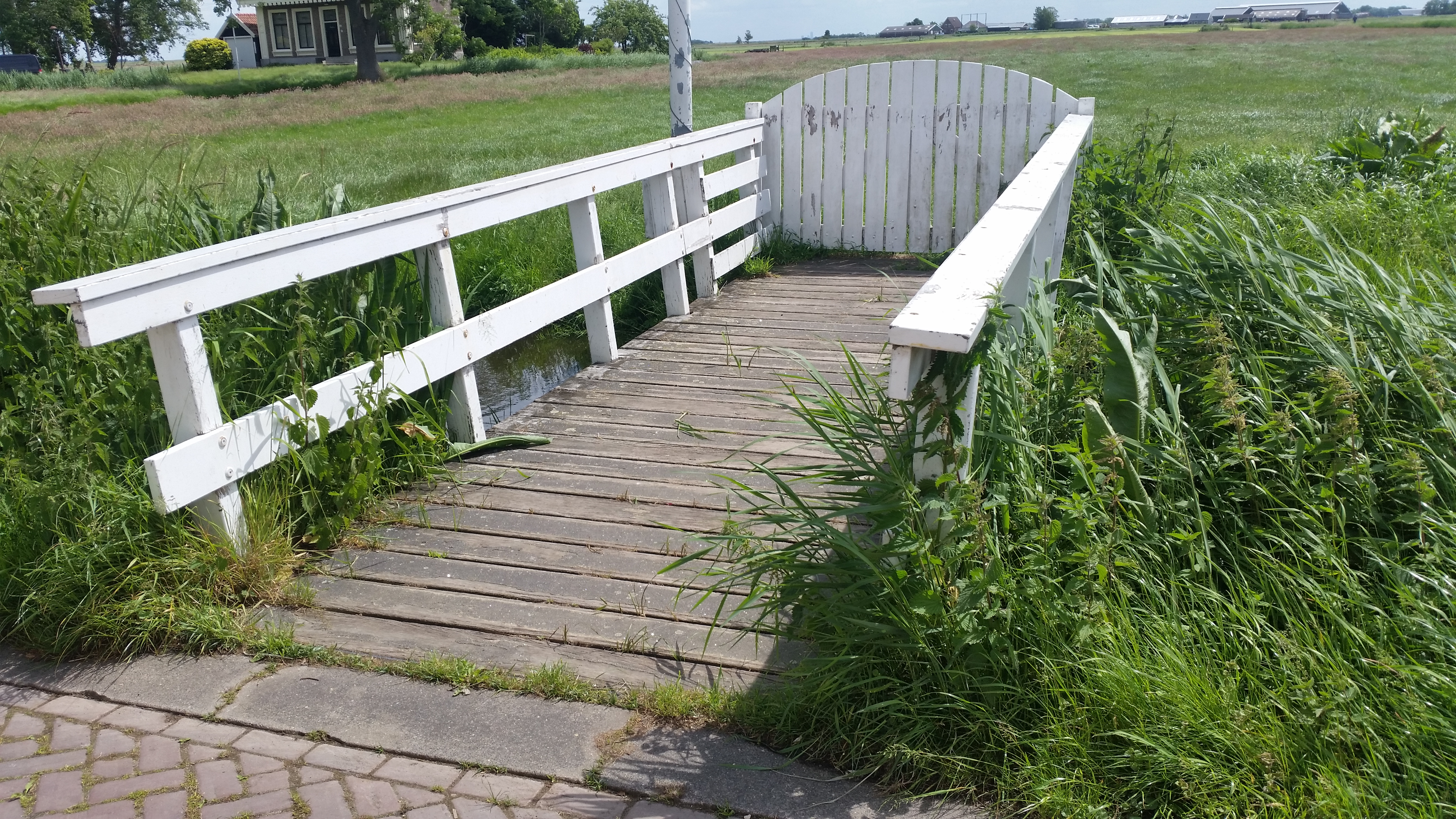
Werfbrug (mei 2019)